# Работа над ошибками (фильм, 1988)
«Работа над ошибками» — советский фильм 1988 года по мотивам одноимённой повести Юрия Полякова.

## Сюжет
И в 90-е годы, когда страна буквально билась в припадке духовного саморазрушения, именно учителя, не получая порой даже своей мизерной зарплаты, такие негероические герои моей «Работы над ошибками», спасли Отечество. Да — спасли! И продолжают спасать страну!
Молодой журналист Андрей Петрушов, дожидаясь вакансии в редакции, идет работать в московскую школу — случайно становится учителем литературы, классным руководителем девятого класса, поначалу не очень вникая в педагогический процесс, считая, что он в школе временно.

А класс достался, где ученичкам палец в рот не клади, где всем и вся правит неотразимая, бывалая при своем нежном возрасте (сейчас это модно) даже в самой глубине души испорченная красотка-отличница и вамп, конечно, дочь большого начальника. Девичья влюбленность, соперничество, розыск украденного у учителя «дипломата» с рукописью, сцена соблазнения по всей форме — в действие фильма начинаешь втягиваться…— Советский экран, 1989 год
Его девятый класс — далеко не подарок, постоянно «радует» своего классного руководителя первыми любовными страстями, интригами и секретами. А также происшествиями, самыми неожиданными и скандальными. И за полгода работы он становится частью класса, настоящим Учителем.
И отныне ему доступна та изнанка школьной жизни, о которой не принято было говорить — и о которой лучше бы не знать.

А что, если б человеку, кроме основной жизни, давалась ещё одна — для работы над ошибками? Но в том-то и штука, что мы совершаем ошибки и работаем над ними одновременно. Мало этого, исправляя одни глупости, мы тут же делаем другие. И так длится до конца, до последнего звонка, когда нужно сдавать свою единственную тетрадь.— фрагмент повести «Работа над ошибками»

## В ролях
В главных ролях:
- Евгений Князев — Андрей Михайлович Петрушов
- Оксана Дроздова — Вика Челышева, ученица

В остальных ролях:
- Елена Чухаленок — Рита Короткова, ученица
- Виталий Гриценко — Витя Кирибеев, ученик
- Григорий Павленко — Гена Расходенков, ученик
- Кирилл Авениров — Петя Бабкин, ученик
- Борис Галкин — директор школы
- Нина Шаролапова — завуч
- Борис Александров — школьный завхоз
- Маргарита Криницына — учительница
- Андрей Алешин — Максим Эдуардович, учитель физики
- Юрий Катин-Ярцев — редактор
- Расми Джабраилов — Борис Евсеевич Котик, ученик писателя Пустырёва
- Николай Шутько — Василий Афанасьевич Коваленко
- Всеволод Шиловский — Челышев
- Софья Пилявская — пожилая актриса
- Лилия Гриценко — Марья Сергеевна
- Нина Колчина-Бунь — Верочка
- Галина Самохина — вахтёр в театре

В эпизодах: Александр Милютин, Наталья Морозова, Галина Самохина, Наталия Панчик, Лариса Полякова.

## Литературная основа
Фильм снят по повести Юрия Полякова «Работа над ошибками», впервые напечатанной в журнале «Юность», № 9 за 1986 год,
Повесть, в которой, по словам литературного критика Владимира Куницына, было сделано «разоблачительство прогнившей советской школы» имела большой успех, переиздавалась, обсуждалась.
В 2017 году автор так отнёсся к своей «перестроечной» повести, которая ставила вопросы, но не давала ответов:

Мне почему-то запомнилась девочка лет тринадцати. Она встала, и глядя на меня полными слёз глазами, сказала вдруг:
— Вы всё правильно описали… Но во что же тогда верить? 

— В себя, — весело ответил я, уже поднаторевший в перестроечных дискуссиях.

— Как же верить в себя, если ни во что не веришь? — спросила она и заплакала от волнения…
Я снова и снова с тягостным чувством вины вспоминаю полные слёз глаза той девочки, хотевшей верить хоть во что-то. Кем она стала? Полунищей учительницей? Путаной? Наркоманкой? Челночницей? Офисным планктоном? Не знаю. Интеллигенция не смогла дать взамен обветшалых советских идеалов ничего, кроме красивых фраз.

Я не мог не написать свои первые повести, так как я их написал. Не мог не стать колебателем тех обветшалых основ. Но сегодня мне грустно и неуютно на руинах исчезнувшего мира под сенью шелестящей долларовой зелени. Почему же мне так грустно, чёрт возьми? Почему?— автор повести Юрий Поляков, 2017 год

## Критика
Журнал «Советский экран» отмечал, что «хотя и ощущаешь натяжки, искусственность» фильма, слишком легко класс превращается в дружный, и многие проблемы решаются слишком легко:

Но пусть в картине нет первооткрытий и принадлежит она к тем, про которые в обиходе говорят только лишь: «можно посмотреть», все же «Работа над ошибками» привлекательна хотя бы тем, что противостоит экранной скуке.— Советский экран, 1989 год
Повесть — первая экранизация произведений писателя, и хотя в дальнейшем были экранизированы более десятка его произведений, но:

Самым «поляковским», как представляется, оказался фильм «Работа над ошибками». И в повести, и в фильме без нажима, но твёрдо главной нравственной доминантой всех событий стал поиск исчезнувшей рукописи давно умершего писателя Пустырёва. Высокая, объединяющая героев цель — те же координаты жизни, без которых столь легко заблудиться в страшноватеньком житейском лесу. И фильм бережно сохранил эту дорогую интонацию повести, сделав верный акцент на добрый, человеческий мотив, так явно в повести звучащий.— Владимир Куницын
Однако, сам автор повести не считал экранизацию удачной, отмечая, что хотя «в целом фильм передаёт проблематику и настроение повести, но далёк от оригинала». По мнению писателя главный герой в исполнении дебютанта в кино актёра Евгения Князева в фильме получился «вялым и неубедительным, аморфным»:

Он ни разу в фильме не ведёт урок, не говорит о своём предмете — русской литературе, а потому совершенно непонятно, как ему удаётся быть интересным для своих учеников.

Зато с прилежанием снята сцена мытья старшеклассниц в душе. Голизна хлынула на истомившийся без эротики советский экран!— автор повести Юрий Поляков, 2017 год